# Hermodice carunculata
Hermodice carunculata — вид морських багатощетинкових червів родини Amphinomidae. Поширений у тропічній частині Атлантичного океану і Середземного моря.

## Опис
Черв сягає, в середньому, 15 см завдовжки. Може виростати до 30 см. Тіло витягнуте та сплющене, складається з 60-150 сегментів. З боків кожного сегменту відходяться зябра та параподії. Забарвлення мінливе і варіює від зеленуватого, до жовтуватого, червонуватого, сіруватого з відростками білого кольору. Кожен сегмент розділений білою смугою. Рот вентральний і розташований на другому сегменті. На першому сегменті розташовані очі та інші органи чуття.

## Поширення
Черв'як живе у всіх тропічних прибережних водах Атлантичного океану. На сході Атлантики трапляється від Алжиру до Ліберії, а в західній частині — від південно-східного узбережжя США до Гаяни, включаючи Мексиканську затоку та Карибське море. Поширений також в Середземному морі, особливо біля узбережжя Італії.

## Спосіб життя
Трапляється у багатьох морських середовищах проживання, таких як коралові рифи, на скелястому, мулистому, піщаному дні, серед заростів посідонії, на глибині до 40 метрів. Незважаючи на повільність Hermodice carunculata, він є ненажерливим хижаком. Живиться коралами, кнідаріями та дрібними ракоподібними, але часто розбавляє раціон рослинною їжею. Двостатевий. Для розмноження піднімається на поверхню. Самиці привертають увагу самців зеленуватим світінням.

## Отруйність
Щетинки на відростках параподії містять потужний нейротоксин, який захищає тварину від хижаків. При необережному контакті людини з черв'яком, щетинки відламуються і проникають під шкіру, викликаючи сильне подразнення та болісне печіння навколо області контакту. Контакт також може призвести до нудоти і запаморочення, яке триває декілька годин.

## Галерея

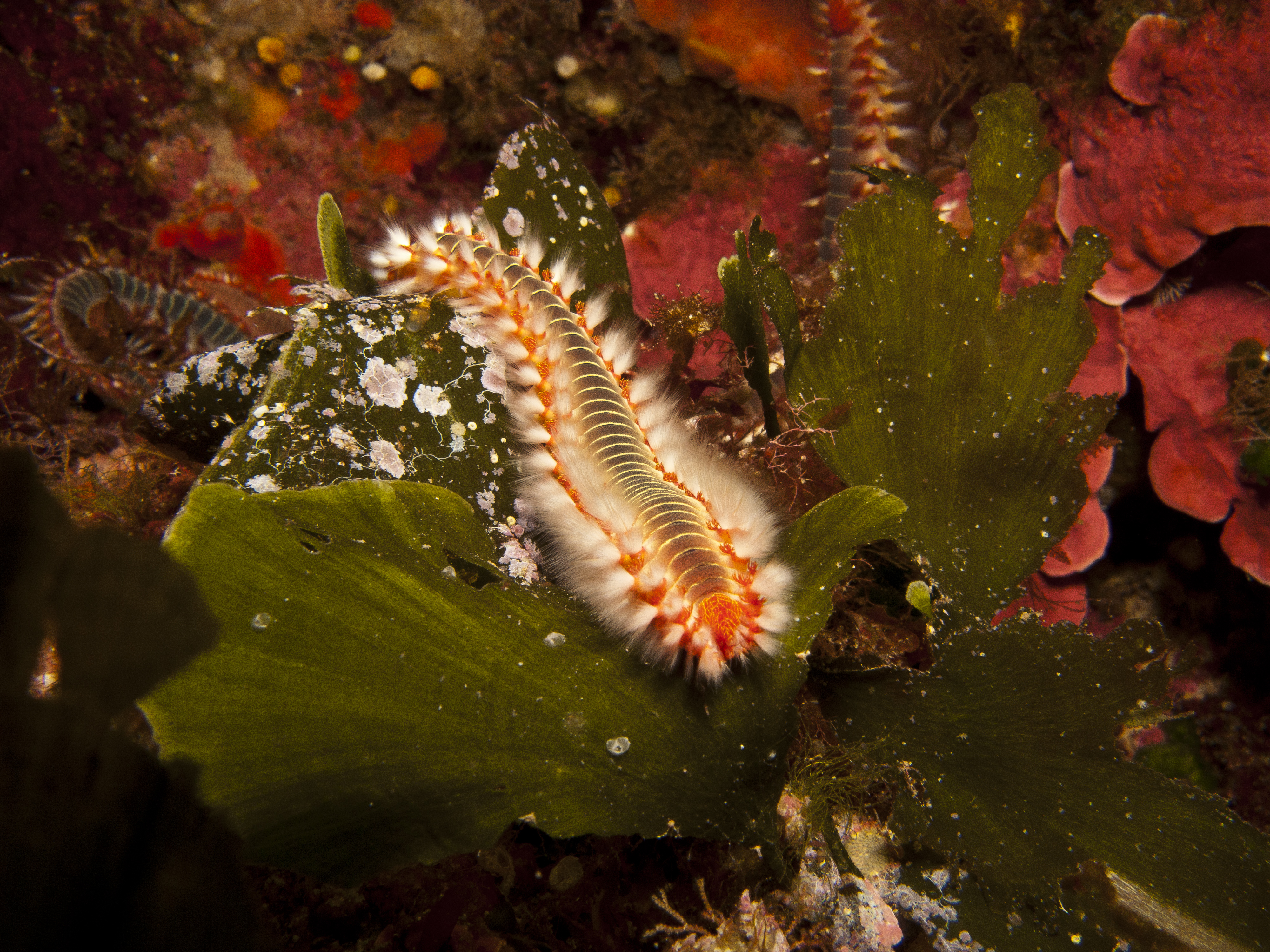
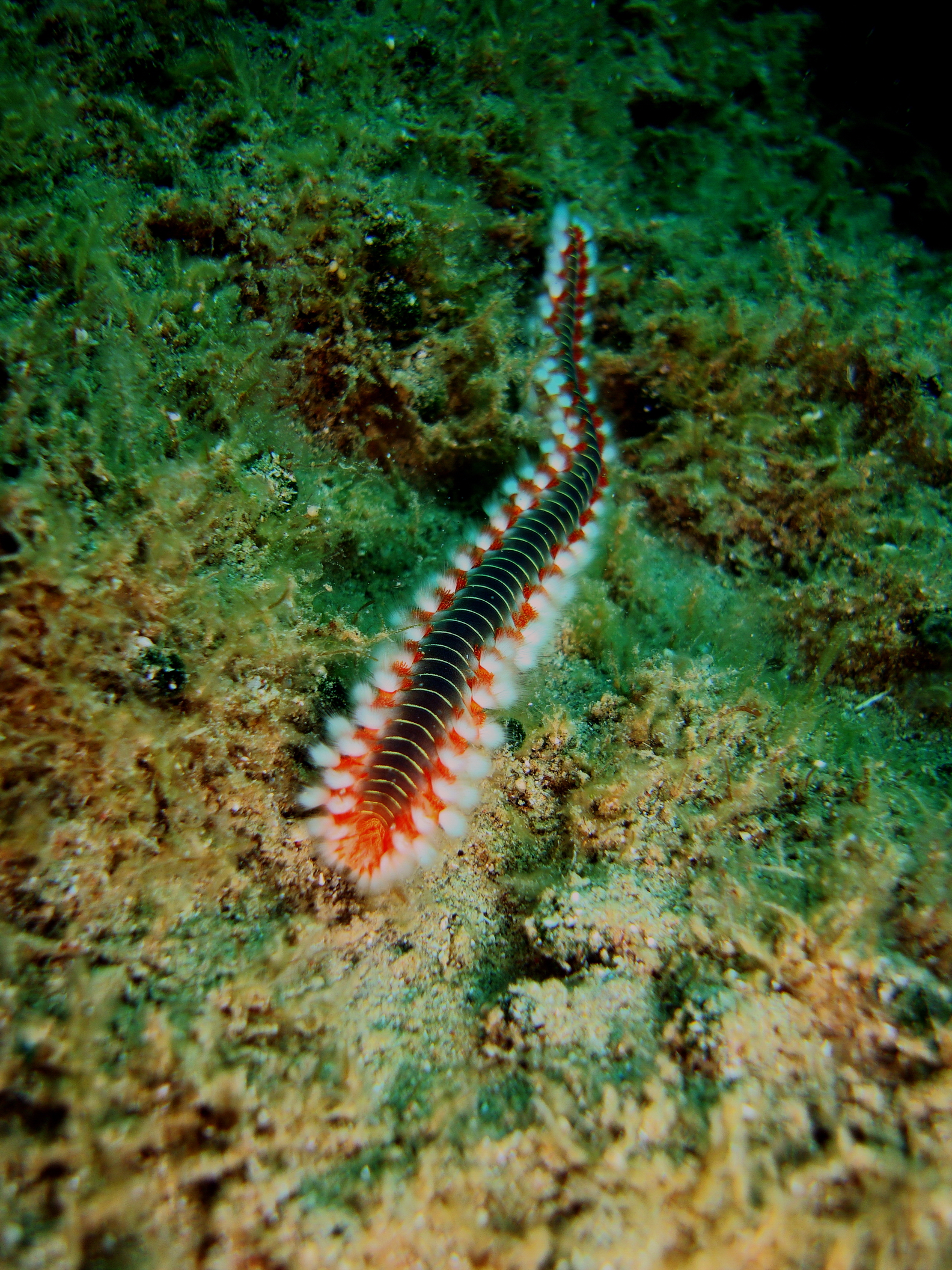
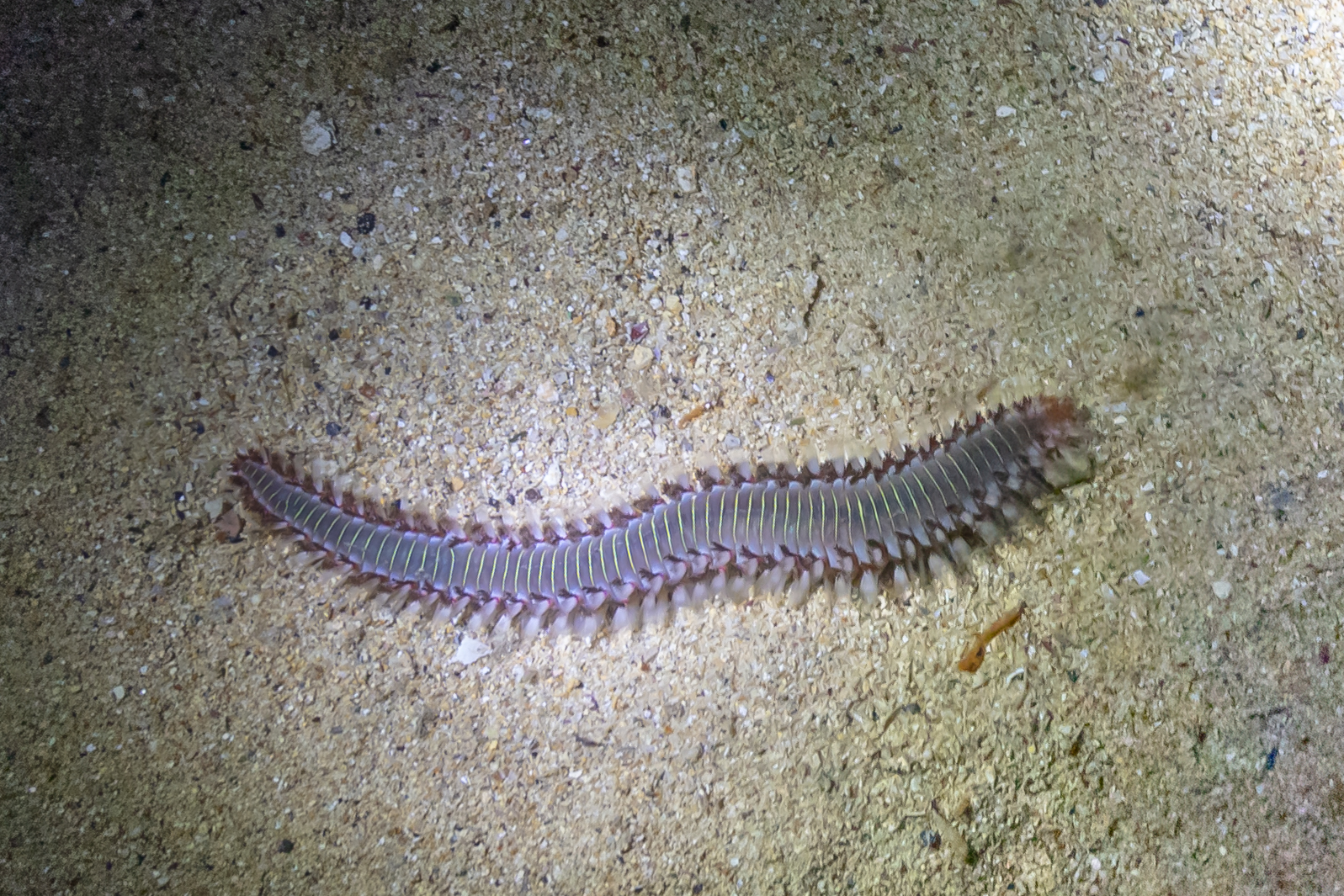
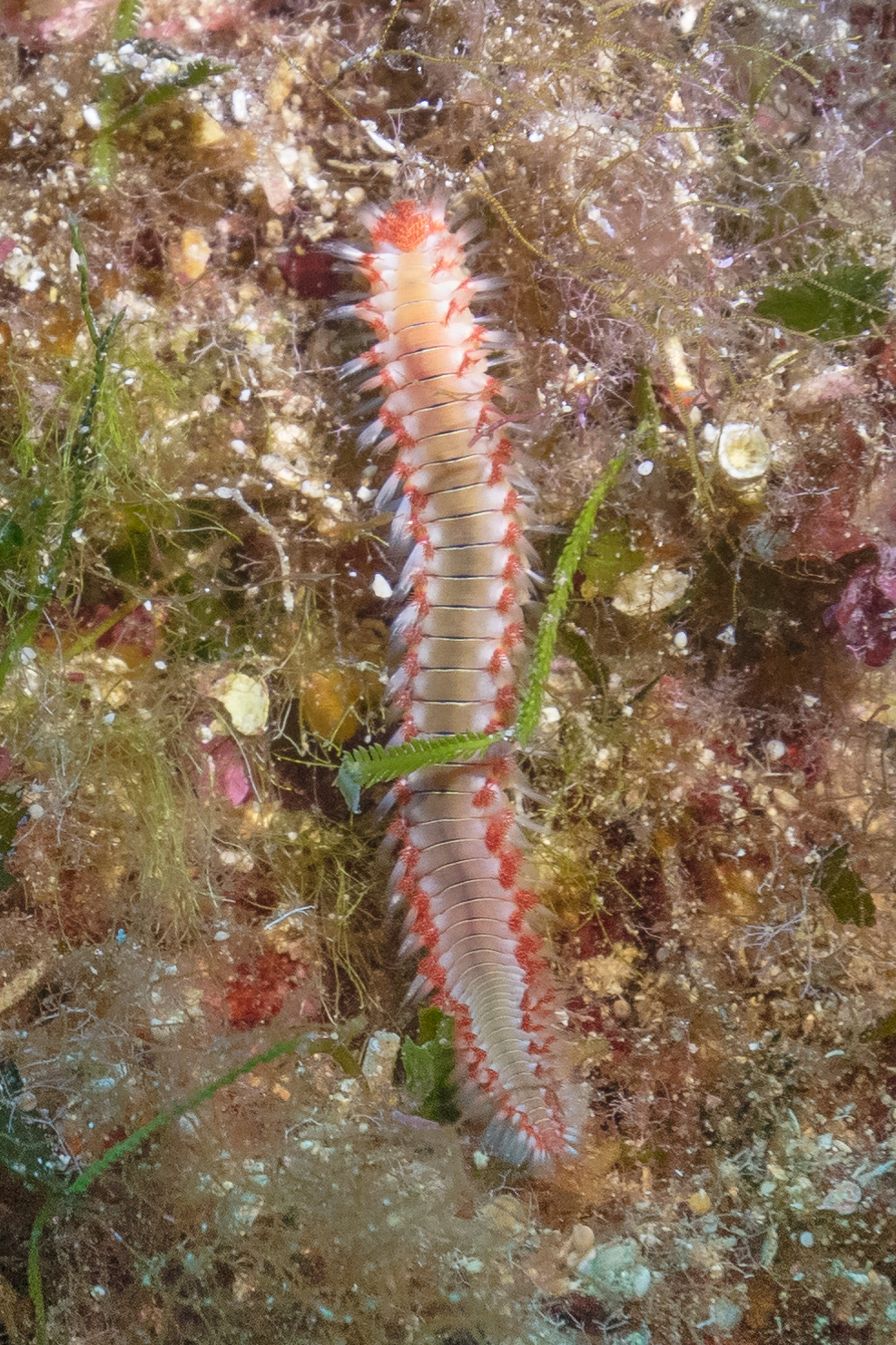